# Henry Holbeach
Henry Holbeach († 6. August 1551) war Bischof von Rochester und Lincoln.
Von 1538 bis 1544 war er Suffraganbischof von Bristol. Bristol gehörte, bevor es eine selbständige Diözese wurde, zur Diözese Worchester. Nach seiner Wahl zum Bischof von Rochester wurde Bristol dann eigenständig. 1547 wurde er dann Bischof von Lincoln.
Er starb am 6. August 1551 und wurde am 7. August beerdigt.